# Lew Hoad
Lewis Alan «Lew» Hoad (Glebe, Austràlia, 23 de novembre de 1934 − Fuengirola, Espanya, 3 de juliol de 1994) fou un tennista professional australià.
En el seu palmarès destaquen quatre títols de Grand Slam durant la seva etapa amateur. Fou membre de l'equip australià de la Copa Davis diverses temporades i va guanyar el títol en quatre ocasions. L'any 1953 se'l va considerar el millor tennista amateur de l'any pels seus resultats.
Va patir una lesió a l'esquena que es va allargar durant molts anys a causa d'entrenaments d'halterofília, i es va haver de retirar parcialment l'any 1967. Posteriorment va retornar esporàdicament al circuit, ja en l'Era Open, i es va retirar definitivament l'any 1973.

## Biografia
Fill d'Alan Hoad i Ailsa Lyle Burbury, tenia dos germans més grans. Va començar a jugar a tennis amb cinc anys al Hereford Tennis Club i va començar a competir amb deu.
Es va comprometre amb la seva xicota Jenny Staley quan tenien 21 anys, i que també era tennista. Es van assabentar que estava embarassada abans d'anunciar el seu compromís públicament, i es van casar aquell mateix estiu a l'església St Mary's Church de Wimbledon, Londres, pocs dies abans d'iniciar la seva participació al torneig de Wimbledon. El matrimoni va tenir dues filles i un fill posteriorment.
Després de la seva retirada l'any 1967 a causa dels seus problemes d'esquena, el matrimoni es va traslladar a Fuengirola (Espanya), on van fundar i dirigir una acadèmia de tennis i resort, anomenats Lew Hoad's Campo de Tenis i Lew Hoad Tennis Village. Tan el club de tennis com les instal·lacions hoteleres segueixen funcionant actualment, tot i que fou adquirit per un grup d'inversors espanyols l'any 2005.
Va morir el 3 de juliol de 1994 a causa d'una leucèmia de la qual no es va poder curar.
Va ser inclòs en l'International Tennis Hall of Fame l'any 1980 i en el Tennis Australia Hall of Fame el 1995, de forma pòstuma, junt al seu amic i rival Ken Rosewall. La ITF organitza un torneig de veterans anomenat The Lew Hoad Memorial ITF Veterans Tournament, que es disputa precisament en el seu club de tennis. El torneig professional d'exhibició Kooyong Classic, que es celebra en preparació de l'Open d'Austràlia, premia el vencedor individual amb el trofeu Lew Hoad Memorial Trophy. També es van anomenar els llocs Lewis Hoad Reserve a Sydney i Lew Hoad Avenue a Baton Rouge, en el seu honor.

## Torneigs de Grand Slam

### Individual: 6 (4−2)
| Resultat  | Núm. | Any  | Torneig                     | Oponent       | Marcador           |
| --------- | ---- | ---- | --------------------------- | ------------- | ------------------ |
| Finalista | 1.   | 1955 | Australian Championships    | Ken Rosewall  | 7−9, 4−6, 4−6      |
| Guanyador | 1.   | 1956 | Australian Championships    | Ken Rosewall  | 6−4, 3−6, 6−4, 7−5 |
| Guanyador | 2.   | 1956 | Internationaux de France    | Sven Davidson | 6−4, 8−6, 6−3      |
| Guanyador | 3.   | 1956 | Wimbledon Championships     | Ken Rosewall  | 6−2, 4−6, 7−5, 6−4 |
| Finalista | 2.   | 1956 | US Championships            | Ken Rosewall  | 4−6, 6−2, 3−6, 3−6 |
| Guanyador | 4.   | 1957 | Wimbledon Championships (2) | Ashley Cooper | 6−2, 6−1, 6−2      |

### Dobles masculins: 13 (8−5)
| Resultat  | Núm. | Any  | Torneig                      | Parella       | Oponents                          | Marcador                |
| --------- | ---- | ---- | ---------------------------- | ------------- | --------------------------------- | ----------------------- |
| Guanyador | 1.   | 1953 | Australian Championships     | Ken Rosewall  | Don Candy Mervyn Rose             | 9−11, 6−4, 10−8, 6−4    |
| Guanyador | 2.   | 1953 | Internationaux de France     | Ken Rosewall  | Mervyn Rose Clive Wilderspin      | 6−2, 6−1, 6−1           |
| Guanyador | 3.   | 1953 | Wimbledon Championships      | Ken Rosewall  | Rex Hartwig Mervyn Rose           | 6−4, 7−5, 4−6, 7−5      |
| Finalista | 1.   | 1954 | Internationaux de France     | Ken Rosewall  | Vic Seixas Tony Trabert           | 4−6, 2−6, 1−6           |
| Finalista | 2.   | 1954 | US Championships             | Ken Rosewall  | Vic Seixas Tony Trabert           | 6−3, 4−6, 6−8, 3−6      |
| Finalista | 3.   | 1955 | Australian Championships     | Ken Rosewall  | Vic Seixas Tony Trabert           | 3−6, 2−6, 6−2, 6−3, 1−6 |
| Guanyador | 4.   | 1955 | Wimbledon Championships (2)  | Rex Hartwig   | Neale Fraser Ken Rosewall         | 7−5, 6−4, 6−3           |
| Guanyador | 5.   | 1956 | Australian Championships (2) | Ken Rosewall  | Don Candy Mervyn Rose             | 10−8, 13−11, 6−4        |
| Finalista | 4.   | 1956 | Internationaux de France (2) | Ashley Cooper | Don Candy Robert Perry            | 5−7, 3−6, 3−6           |
| Guanyador | 6.   | 1956 | Wimbledon Championships (3)  | Ken Rosewall  | Orlando Sirola Nicola Pietrangeli | 7−5, 6−2, 6−1           |
| Guanyador | 7.   | 1956 | US Championships             | Ken Rosewall  | Hamilton Richardson Vic Seixas    | 6−2, 6−2, 3−6, 6−4      |
| Guanyador | 8.   | 1957 | Australian Championships (3) | Neale Fraser  | Mal Anderson Ashley Cooper        | 6−3, 8−6, 6−4           |
| Finalista | 5.   | 1957 | Wimbledon Championships      | Neale Fraser  | Budge Patty Gardnar Mulloy        | 10−8, 4−6, 4−6, 4−6     |

### Dobles mixts: 6 (1−5)
| Resultat  | Núm. | Any  | Torneig                  | Parella           | Oponents                             | Marcador |
| --------- | ---- | ---- | ------------------------ | ----------------- | ------------------------------------ | -------- |
| Finalista | 1.   | 1952 | US Championships         | Thelma Coyne Long | Doris Hart Frank Sedgman             | 3−6, 5−7 |
| Guanyador | 1.   | 1954 | Internationaux de France | Maureen Connolly  | Jacqueline Patorni Rex Hartwig       | 6−4, 6−3 |
| Finalista | 2.   | 1955 | Australian Championships | Jenny Staley      | Thelma Coyne Long George Worthington | 2−6, 1−6 |
| Finalista | 3.   | 1955 | US Championships (2)     | Shirley Fry       | Doris Hart Vic Seixas                | 7−9, 1−6 |
| Finalista | 4.   | 1956 | US Championships (3)     | Darlene Hard      | Margaret Osborne Ken Rosewall        | 7−9, 1−6 |
| Finalista | 5.   | 1957 | US Championships (4)     | Darlene Hard      | Althea Gibson Kurt Nielsen           | 3−6, 7−9 |

## Torneigs de Pro Slam

### Individual: 7 (0−7)
| Resultat  | Núm. | Any  | Torneig                                   | Oponent         | Marcador                  |
| --------- | ---- | ---- | ----------------------------------------- | --------------- | ------------------------- |
| Finalista | 1.   | 1958 | International de France Professionnel     | Ken Rosewall    | 6−3, 2−6, 4−6, 0−6        |
| Finalista | 2.   | 1958 | US Pro Tennis Championships               | Pancho Gonzales | 6−3, 6−4, 12−14, 1−6, 4−6 |
| Finalista | 3.   | 1959 | US Pro Tennis Championships (2)           | Pancho Gonzales | 4−6, 2−6, 4−6             |
| Finalista | 4.   | 1960 | International de France Professionnel (2) | Ken Rosewall    | 2−6, 6−2, 2−6, 1−6        |
| Finalista | 5.   | 1961 | Wembley Championships                     | Ken Rosewall    | 3−6, 6−3, 2−6, 3−6        |
| Finalista | 6.   | 1962 | Wembley Championships (2)                 | Ken Rosewall    | 4−6, 7−5, 13−15, 5−7      |
| Finalista | 7.   | 1963 | Wembley Championships (3)                 | Ken Rosewall    | 4−6, 2−6, 6−4, 3−6        |

## Palmarès

### Individual: 21 (8−13)
| Títols per superfície |
| --------------------- |
| Dura (0−2)            |
| Gespa (5−3)           |
| Terra batuda (3−3)    |

| Resultat  | Núm. | Data                   | Torneig                                 | Superfície   | Oponent         | Marcador                  |
| --------- | ---- | ---------------------- | --------------------------------------- | ------------ | --------------- | ------------------------- |
| Finalista | 1.   | 1953                   | Roma, Itàlia                            | Terra batuda | Jaroslav Drobný | 2−6, 1−6, 2−6             |
| Guanyador | 1.   | 1953                   | Londres, Regne Unit                     | Gespa        | Ken Rosewall    | 8−6, 10−8                 |
| Guanyador | 2.   | 1954                   | Londres (2)                             | Gespa        | Mervyn Rose     | 8−6, 6−4                  |
| Finalista | 2.   | 21 de gener 1955       | Australian Championships, Austràlia     | Gespa        | Ken Rosewall    | 7−9, 4−6, 4−6             |
| Finalista | 3.   | 1955                   | Londres                                 | Gespa        | Ken Rosewall    | 2−6, 3−6                  |
| Guanyador | 3.   | 1956                   | Roma                                    | Terra batuda | Sven Davidson   | 7−5, 6−2, 6−0             |
| Guanyador | 4.   | 1956                   | Hamburg, Alemanya Occidental            | Terra batuda | Orlando Sirola  | 6−2, 5−7, 6−4, 8−6        |
| Guanyador | 5.   | 21 de gener de 1956    | Australian Championships                | Gespa        | Ken Rosewall    | 6−4, 3−6, 6−4, 7−5        |
| Guanyador | 6.   | 15 de maig de 1956     | Internationaux de France, França        | Terra batuda | Sven Davidson   | 6−4, 8−6, 6−3             |
| Guanyador | 7.   | 25 de juny de 1956     | Wimbledon Championships, Regne Unit     | Gespa        | Ken Rosewall    | 6−2, 4−6, 7−5, 6−4        |
| Finalista | 4.   | 7 d'agost de 1956      | Múnic, Alemanya Occidental              | Terra batuda | Budge Patty     | 6−1, 6−0, 2−6, 5−7, 4−6   |
| Finalista | 5.   | 1 de setembre de 1956  | US National Championships, Estats Units | Gespa        | Ken Rosewall    | 6−4, 2−6, 3−6, 3−6        |
| Finalista | 6.   | 1957                   | Bournemouth, Regne Unit                 | Terra batuda | Jaroslav Drobný | 4−6, 4−6, 4−6             |
| Guanyador | 8.   | 24 de juny de 1957     | Wimbledon Championships (2)             | Gespa        | Ashley Cooper   | 6−2, 6−1, 6−2             |
| Finalista | 7.   | 5 de maig de 1958      | Cleveland, Estats Units                 | Dura (i)     | Pancho Gonzales | 6−2, 6−4, 12−14, 1−6, 4−6 |
| Finalista | 8.   | 26 d'abril de 1959     | Cleveland (2)                           | Dura (i)     | Pancho Gonzales | 4−6, 2−6, 4−6             |
| Finalista | 9.   | 24 de setembre de 1961 | Wembley, Regne Unit                     |              | Ken Rosewall    | 3−6, 6−3, 2−6, 3−6        |
| Finalista | 10.  | 17 de setembre de 1962 | Wembley (2)                             |              | Ken Rosewall    | 4−6, 7−5, 13−15, 5−7      |
| Finalista | 11.  | 16 de setembre de 1963 | Wembley (3)                             |              | Ken Rosewall    | 4−6, 2−6, 6−4, 3−6        |
| Finalista | 12.  | 1964                   | Johannesburg, Sud-àfrica                |              | Rod Laver       | 8−10, 3−6                 |
| Finalista | 13.  | 8 de juliol de 1968    | Dublín, Irlanda                         |              | Tom Okker       | 1−6, 2−6                  |

### Dobles masculins: 21 (13−8)
| Títols per superfície |
| --------------------- |
| Dura (0−1)            |
| Gespa (7−4)           |
| Terra batuda (6−3)    |

| Resultat  | Núm. | Data                   | Torneig                      | Superfície   | Parella         | Oponents                          | Marcador                          |
| --------- | ---- | ---------------------- | ---------------------------- | ------------ | --------------- | --------------------------------- | --------------------------------- |
| Guanyador | 1.   | 8 de gener de 1953     | Australian Championships     | Gespa        | Ken Rosewall    | Don Candy Mervyn Rose             | 9−11, 6−4, 10−8, 6−4              |
| Guanyador | 2.   | 1953                   | Roma, Itàlia                 | Terra batuda | Ken Rosewall    | Jaroslav Drobný Budge Patty       | 6−2, 6−4, 6−2                     |
| Guanyador | 3.   | 20 de maig de 1953     | Internationaux de France     | Terra batuda | Ken Rosewall    | Mervyn Rose Clive Wilderspin      | 6−2, 6−1, 6−1                     |
| Guanyador | 4.   | 22 de juny de 1953     | Wimbledon Championships      | Gespa        | Ken Rosewall    | Rex Hartwig Mervyn Rose           | 6−4, 7−5, 4−6, 7−5                |
| Finalista | 1.   | 17 de maig de 1954     | Internationaux de France     | Terra batuda | Ken Rosewall    | Vic Seixas Tony Trabert           | 4−6, 2−6, 1−6                     |
| Finalista | 2.   | 28 d'agost de 1954     | US Championships             | Gespa        | Ken Rosewall    | Vic Seixas Tony Trabert           | 6−3, 4−6, 6−8, 3−6                |
| Finalista | 3.   | 21 de gener de 1955    | Australian Championships     | Gespa        | Ken Rosewall    | Vic Seixas Tony Trabert           | 3−6, 2−6, 6−2, 6−3, 1−6           |
| Guanyador | 5.   | 20 de juny de 1955     | Wimbledon Championships (2)  | Gespa        | Rex Hartwig     | Neale Fraser Ken Rosewall         | 7−5, 6−4, 6−3                     |
| Guanyador | 6.   | 20 de gener de 1956    | Australian Championships (2) | Gespa        | Ken Rosewall    | Don Candy Mervyn Rose             | 10−8, 13−11, 6−4                  |
| Guanyador | 7.   | 1956                   | Roma (2)                     | Terra batuda | Jaroslav Drobný | Orlando Sirola Nicola Pietrangeli | 11−9, 6−2, 6−3                    |
| Guanyador | 8.   | 1956                   | Barcelona, Espanya           | Terra batuda | Don Candy       | Robert Howe Arthur Larsen         | 6−1, 6−1, 6−2                     |
| Finalista | 4.   | 15 de maig de 1956     | Internationaux de France (2) | Terra batuda | Ashley Cooper   | Don Candy Robert Perry            | 5−7, 3−6, 3−6                     |
| Guanyador | 9.   | 25 de juny de 1956     | Wimbledon Championships (3)  | Gespa        | Ken Rosewall    | Orlando Sirola Nicola Pietrangeli | 7−5, 6−2, 6−1                     |
| Guanyador | 10.  | 1 de setembre de 1956  | US Championships             | Gespa        | Ken Rosewall    | Hamilton Richardson Vic Seixas    | 6−2, 6−2, 3−6, 6−4                |
| Guanyador | 11.  | 18 de gener de 1957    | Australian Championships (3) | Gespa        | Neale Fraser    | Mal Anderson Ashley Cooper        | 6−3, 8−6, 6−4                     |
| Guanyador | 12.  | 1957                   | Roma (3)                     | Terra batuda | Neale Fraser    | Orlando Sirola Nicola Pietrangeli | 6−1, 6−8, 6−0, 6−2                |
| Finalista | 5.   | 24 de juny de 1957     | Wimbledon Championships      | Gespa        | Neale Fraser    | Budge Patty Gardnar Mulloy        | 10−8, 4−6, 4−6, 4−6               |
| Guanyador | 13.  | 1970                   | Barcelona (2)                | Terra batuda | Manuel Santana  | Andrés Gimeno Rod Laver           | 6−4, 9−7, 7−5                     |
| Finalista | 6.   | 24 d'abril de 1972     | Roma                         | Terra batuda | Frew McMillan   | Ilie Năstase Ion Țiriac           | 6−3, 6−3, 4−6, 3−6, 3−5, retirada |
| Finalista | 7.   | 17 de juny de 1972     | Bristol, Regne Unit          | Gespa        | Clark Graebner  | Bob Hewitt Frew McMillan          | 3−6, 2−6                          |
| Finalista | 8.   | 27 de novembre de 1973 | Johannesburg, Sud-àfrica     | Dura         | Robert Maud     | Arthur Ashe Tom Okker             | 2−6, 6−4, 2−6, 4−6                |

### Dobles mixts: 7 (2−5)
| Títols per superfície |
| --------------------- |
| Dura (0−0)            |
| Gespa (1−5)           |
| Terra batuda (1−0)    |

| Resultat  | Núm. | Data                  | Torneig                             | Superfície   | Parella           | Oponents                             | Marcador      |
| --------- | ---- | --------------------- | ----------------------------------- | ------------ | ----------------- | ------------------------------------ | ------------- |
| Finalista | 1.   | 29 d'agost de 1952    | US Championships, Estats Units      | Gespa        | Thelma Coyne Long | Doris Hart Frank Sedgman             | 3−6, 5−7      |
| Guanyador | 1.   | 19 de gener de 1953   | Adelaida, Austràlia                 | Gespa        | Maureen Connolly  | Julia Sampson Rex Hartwig            | 6−3, 2−6, 6−4 |
| Guanyador | 2.   | 17 de maig de 1954    | Internationaux de France, França    | Terra batuda | Maureen Connolly  | Jacqueline Patorni Rex Hartwig       | 6−4, 6−3      |
| Finalista | 2.   | 21 de gener de 1955   | Australian Championships, Austràlia | Gespa        | Jenny Staley      | Thelma Coyne Long George Worthington | 2−6, 1−6      |
| Finalista | 3.   | 2 de setembre de 1955 | US Championships (2)                | Gespa        | Shirley Fry       | Doris Hart Vic Seixas                | 7−9, 1−6      |
| Finalista | 4.   | 1 de setembre de 1956 | US Championships (3)                | Gespa        | Darlene Hard      | Margaret Osborne Ken Rosewall        | 7−9, 1−6      |
| Finalista | 5.   | 30 d'agost de 1957    | US Championships (4)                | Gespa        | Darlene Hard      | Althea Gibson Kurt Nielsen           | 3−6, 7−9      |

### Equips: 4 (3−1)
| Resultat  | Núm. | Data                                   | Torneig                                    | Superfície | Equip                                   | Oponents                                                    | Marcador |
| --------- | ---- | -------------------------------------- | ------------------------------------------ | ---------- | --------------------------------------- | ----------------------------------------------------------- | -------- |
| Guanyador | 1.   | 28 − 31 de desembre de 1953            | Copa Davis, Melbourne, Austràlia           | Gespa      | Rex Hartwig Mervyn Rose Ken Rosewall    | Hamilton Richardson Victor Seixas Bill Talbert Tony Trabert | 3−2      |
| Finalista | 1.   | 27 − 29 de desembre de 1954            | Copa Davis, Sydney, Austràlia              | Gespa      | Rex Hartwig Mervyn Rose Ken Rosewall    | Hamilton Richardson Victor Seixas Bill Talbert Tony Trabert | 2−3      |
| Guanyador | 2.   | 26 − 28 d'agost de 1955                | Copa Davis, Forest Hills, Estats Units (2) | Gespa      | Neale Fraser Rex Hartwig Ken Rosewall   | Hamilton Richardson Victor Seixas Gilbert Shea Tony Trabert | 5−0      |
| Guanyador | 3.   | 30 de novembre − 2 de desembre de 1956 | Copa Davis, Adelaida, Austràlia (3)        | Gespa      | Ashley Cooper Neale Fraser Ken Rosewall | Herbie Flam Sam Giammalva Michael Green Victor Seixas       | 5−0      |

## Trajectòria

### Individual
| Grand Slam |         |         |         |         |         |         |              |              |              |              |              |              |              |              |              |              |              |              |           |           |           |           |       |        |
| Australian Championships                                                                                                  | 2R      | 3R      | 2R      | A       | F       | G       | SF           | Professional | Professional | Professional | Professional | Professional | Professional | Professional | Professional | Professional | Professional | Professional | A         | A         | A         | A         | 1 / 6 | 15 − 5 |
| Internationaux de France                                                                                                  | A       | 2R      | QF      | 4R      | A       | G       | 3R           | Professional | Professional | Professional | Professional | Professional | Professional | Professional | Professional | Professional | Professional | A            | A         | 4R        | A         | A         | 1 / 6 | 16 − 5 |
| Wimbledon | A       | 4R      | QF      | QF      | QF      | G       | G            | Professional | Professional | Professional | Professional | Professional | Professional | Professional | Professional | Professional | Professional | 3R           | A         | 2R        | A         | 1R        | 2 / 9 | 32 − 7 |
| US Championships | A       | QF      | SF      | QF      | SF      | F       | Professional | Professional | Professional | Professional | Professional | Professional | Professional | Professional | Professional | Professional | Professional | A            | A         | A         | A         | A         | 0 / 5 | 21 − 5 |
| Pro Slam |         |         |         |         |         |         |              |              |              |              |              |              |              |              |              |              |              |              |           |           |           |           |       |        |
| U.S. Pro | Amateur | Amateur | Amateur | Amateur | Amateur | Amateur | A            | F            | F            | A            | A            | A            | QF           | QF           | A            | QF           | A            | Extingits    | Extingits | Extingits | Extingits | Extingits | 0 / 5 | 6 − 5  |
| France Pro | Amateur | Amateur | Amateur | Amateur | Amateur | Amateur | NC           | F            | SF           | F            | 1R           | 1R           | SF           | QF           | A            | A            | QF           | Extingits    | Extingits | Extingits | Extingits | Extingits | 0 / 8 | 12 − 8 |
| Wembley Pro | Amateur | Amateur | Amateur | Amateur | Amateur | Amateur | QF           | A            | QF           | QF           | F            | F            | F            | QF           | A            | SF           | 1R           | Extingits    | Extingits | Extingits | Extingits | Extingits | 0 / 9 | 12 − 9 |
| Llegenda: G: Guanyador; F: Finalista; SF: Semifinalista; QF: Quarts de final; Q: Qualificació; A: Absent; RR: Round Robin |         |         |         |         |         |         |              |              |              |              |              |              |              |              |              |              |              |              |           |           |           |           |       |        |

### Dobles masculins
| Australian Championships                                                                                                  | G |   | F | G | G | 3 / 4 |
| Internationaux de France                                                                                                  | G | F |   | F |   | 1 / 3 |
| Wimbledon | G |   | G | G | F | 3 / 4 |
| US Championships |   | F |   | G |   | 0 / 2 |
| Llegenda: G: Guanyador; F: Finalista; SF: Semifinalista; QF: Quarts de final; Q: Qualificació; A: Absent; RR: Round Robin |   |   |   |   |   |       |